# Liviina vila

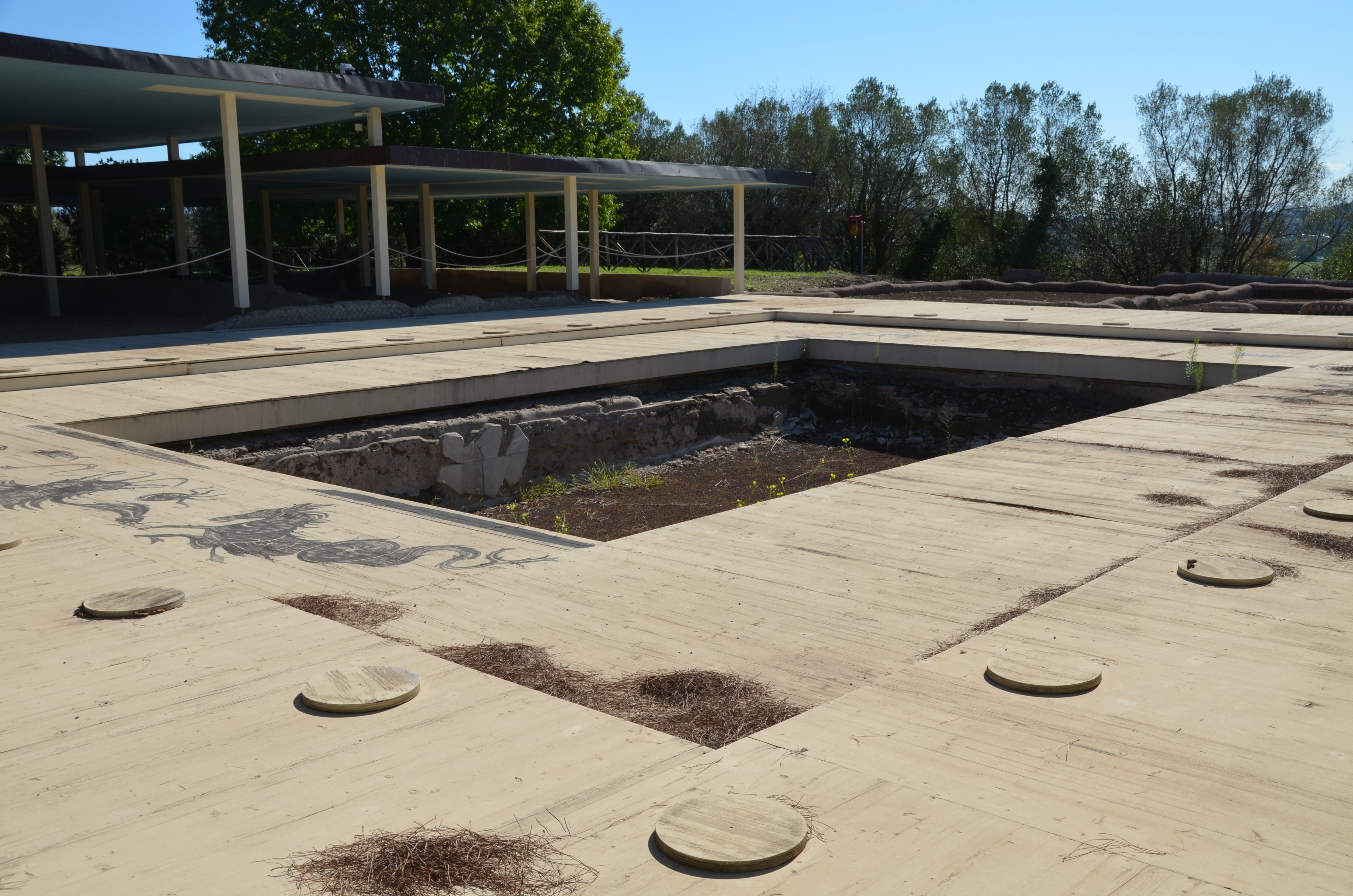
Pozůstatky Liviiny vily

Liviina vila (latinsky Ad Gallinas Albas) je starověká římská vila v Prima Portě u cesty Via Flaminia 12 kilometrů od Říma. Byla zřejmě částí věna Livie Drusilly, poté co si vzala římského císaře Augusta 39 let př. n. l. Šlo o její luxusní venkovské sídlo doplňující rezidenci na pahorku Palatin v Římě.

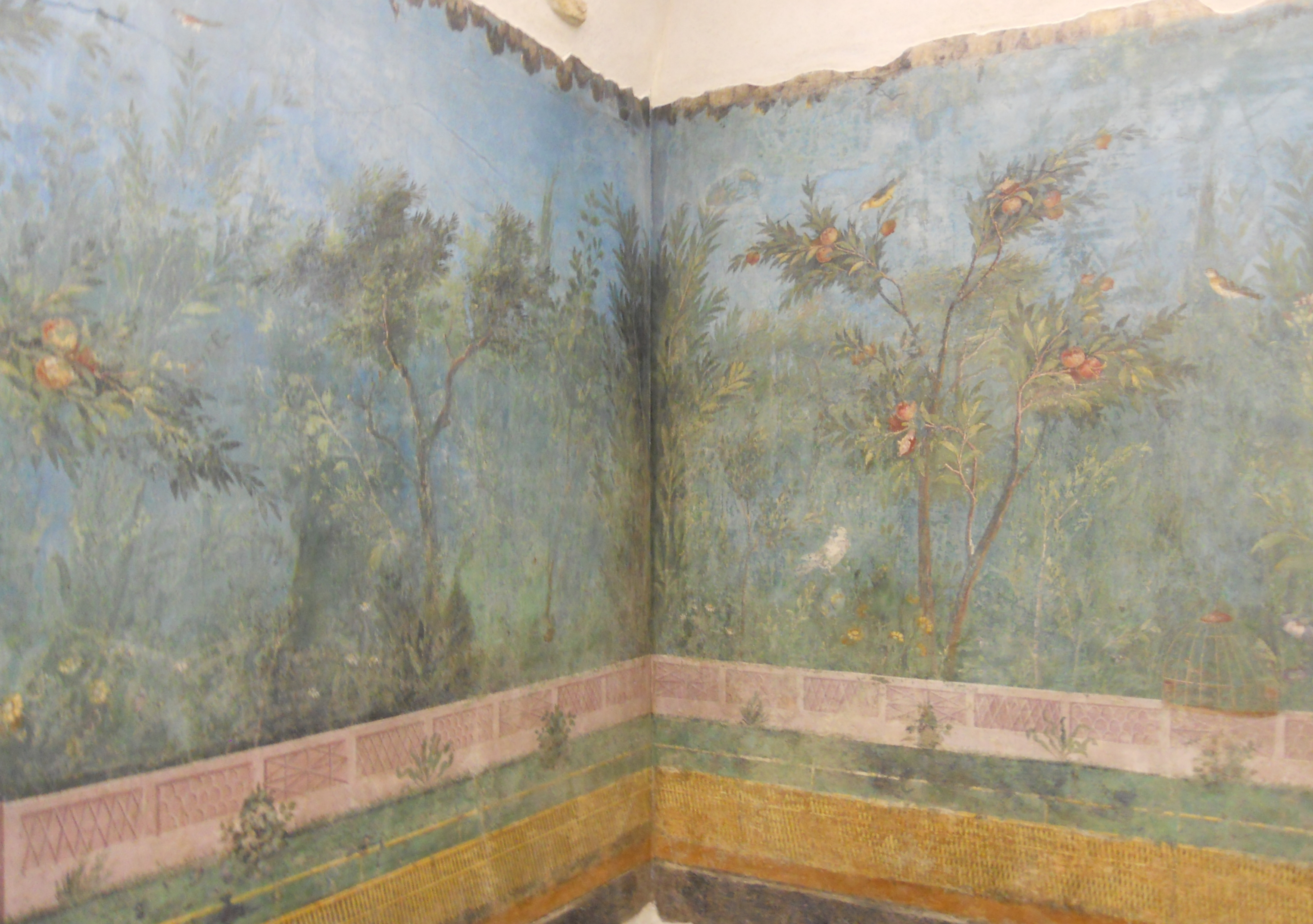
Nástěnné fresky zobrazující zahradu

Uvnitř vily byly nalezeny pozoruhodné fresky pohledů na zahradu, které byly z místa vily odstraněny a přesunuty do Národního římského muzea. Ty byly původně umístěny na zdech sklepní místnosti, kde se obyvatelé domu schovávali za horkých dní. Jsou pestrobarevné a vytvářely iluze pobytu na zahradě se stromy, keři, ovoci, ptáky a modrou oblohou. Autor realističnosti docílil atmosférickou světelnou perspektivou, která může na diváka působit tak, že některé předměty vychází do popředí.
V roce 1867 zde byla nalezena také mramorová socha Augustus z Prima Porty.